# Anthribola decoratus
Anthribola decoratus är en skalbaggsart som beskrevs av Bates 1879. Anthribola decoratus ingår i släktet Anthribola och familjen långhorningar.
Artens utbredningsområde är Madagaskar. Inga underarter finns listade i Catalogue of Life.